# Акпеткинские острова
Акпеткинские, или Карабайлийские острова (каз. Ақпеткей аралдары, Қарабайлы аралдары, узб. Qoraboyli orollari, каракалп. Aqpetkey atawları) — бывший архипелаг в юго-восточной части Аральского моря. В результате высыхания Аральского моря соединился с сушей в конце 1960-х годов.

## Общая информация
В Акпеткинском архипелаге находилось около 50 островов, представлявших собой песчаные гряды пустыни Кызылкум, подтопленных водой Аральского моря. Это был самый минерализованный регион Аральского моря: солёность местами превышала 50 ‰.
Акпеткинские острова первыми при высыхании Арала соединились с сушей, а разделявшие их проливы превратились в солончаки. В настоящее время часть архипелага изредка восстанавливается во время весенних паводков на Амударье.